# Зырянкуль
Зырянкуль — деревня в Каслинском районе Челябинской области России. Входит в состав Берегового сельского поселения. Находится на берегу одноимённого озера, примерно в 35 км к востоку-северо-востоку (ENE) от районного центра, города Касли, на высоте 214 метров над уровнем моря.

## Население
| 2002 | 2010 |
| ---- | ---- |
| 15   | ↘6   |

По данным Всероссийской переписи, в 2010 году численность населения деревни составляла 6 человек (2 мужчины и 4 женщины).

## Улицы
Уличная сеть деревни состоит из одной улицы (ул. Озёрная).